# Torrino Sporting Club Calcio a 5
La società Torrino Sporting Club Calcio a 5 è una squadra italiana di calcio a 5 nata nel 1988 con sede a Roma.

## Storia della squadra

### Gli anni d'oro
Fondata nel 1988, il Torrino Sporting Club (prima denominazione della società) è una squadra che ha fatto la storia del calcio a 5 italiano con i due scudetti e le cinque Coppe Italia, tra le più fulgide protagoniste di questo sport nella prima metà degli anni 1990. Il primo dei due titoli nazionali arriva nella stagione 1992-1993 quando la squadra allenata da Alessandro Nuccorini ha la meglio sui campioni in carica della BNL Calcetto. Il secondo tricolore arriva l'anno successivo nella finale fotocopia che la vede imporsi di nuovo sui "bancari".
La BNL si prende la rivincita nel 1994-1995 conquistando il suo secondo Scudetto proprio ai danni del Torrino, evento che si ripete identico anche nell'anno successivo, con la BNL che trionfa nuovamente in una finale vinta di misura. L'ultimo anno di vita della società prima della fusione con la Lazio vede la conquista della quinta e ultima Coppa Italia, nella stagione 1995-96.

### La prima rifondazione
Nella stagione sportiva 1997-1998 il Torrino (questa è la semplice nuova denominazione) ricomincia dalla Serie D provinciale, l'arrivo in società di Danilo Eberspacher, Cataldo Colosimo, Stefano Sardoni, Dario Amodeo (originario del quartiere e bandiera della società) e Felice Murrazzani danno la possibilità alla società di tornare a pensare in grande. Nella stagione 1998-1999 la società torna alla denominazione Torrino Sporting Club, vince la Coppa del Lazio di serie D e giunge alla Serie C dopo lo spareggio l'Arces, vinto con un netto 3-0.
Dopo un positivo, seppur tranquillo, 1999-2000 dove la formazione allievi conquista il titolo provinciale, la presidenza della società passa nelle mani di Cataldo Colosimo e il Torrino inizia la scalata al panorama nazionale: al termine della stagione 2000-2001 vince il proprio girone di serie C e batte 4-2 il Velletri nella finale per l'accesso al Campionato Nazionale di Serie B. Il Torrino di Colosimo e di mister David Calabria mette sul piatto 26 vittorie su 30 partite al termine della stagione, ottimo antipasto per quello che nella stagione 2001-2002 sarà un altro trionfo ovvero la vittoria del campionato di Serie B e l'immediata salita in Serie A2 nonostante qualche iniziale affanno.
La A2 non è campionato semplice, nel 2002-2003 il Torrino si dimostra particolarmente in difficoltà tanto da essere costretto ai playout, dove in finale viene sconfitto dall'Ischia. La retrocessione viene scongiurata da un ripescaggio e la squadra nella stagione 2003/2004 viene affidata a Corsaletti la cui gestione termina a metà della stagione 2004/2005.Nella stagione 2005/2006 il presidente Colosimo affida la squadra a Mister Piero Gialli che dopo una stagione conclusasi al secondo posto viene sconfitta nella finale Playoff per mano del Sangemini Terni che a tre secondi dalla fine dei tempi regolamentari toglie al Torrino il sogno della Serie A. Nel 2009 si registra la seconda fusione con la Lazio, dando vita a un'inedita T.S.C. Lazio.

### La seconda rifondazione
Nel 2012 il Torrino torna a partecipare a un campionato nazionale di calcio a 5 acquistando il titolo sportivo del Castelfontana: la squadra verdeblu conclude la stagione al nono posto del girone E di serie B. Nell'estate seguente si ha la fusione con un altro club storico della capitale, ovvero la Brillante Roma dalla cui unione nasce l'Associazione Sportiva Dilettantistica Roma Torrino Futsal.
La società rimarrà con la prima squadra allenata da Paolo Minicucci e Giorgio Zito in serie A2 fino al 2014. Nelle giovanili sempre nello stesso anno Daniele Caiazzo e William Montanari sfiorano l'impresa Scudetto a Cercola con gli Allievi diventando Vice Campioni d'Italia.
Nel 2015 la Juniores arriva in finale scudetto cadendo a 5 minuti dalla fine contro la Fenice Venezia Mestre campione in carica.
Nel 2016 la denominazione cambia di nuovo diventando Brillante Torrino Futsal.
La prima Squadra disputa il campionato di serie B guidati da Maurizio Venditti fino al 2017.
Nel 2018, avviene una nuova rifondazione, grazie ad un appassionato gruppo di imprenditori e professionisti residenti nel quartiere EurTorrino, Mezzocammino .
Nasce il TORRINO C5, viene ristrutturata l'arena storica del TSC e nominato Presidente della A.S.D il Dott. Piero Cucunato. La società riparte dalla Serie D con tanti dei giocatori che hanno militato nelle giovanili degli anni passati, già Vice Campioni d'Italia nella categoria allievi e juniores nazionali, sposando la causa ridando così vita alla famigerata e storica squadra di quartiere, insieme alla Scuola Calcio e al Settore Giovanile. Il Torrino quindi rinasce, guidato da Daniele Caiazzo Responsabile dell'Area Tecnica, della Scuola Calcio e del Settore Giovanile, Allenatore della Prima Squadra insieme ad Alessandro Conti,  e Direttore Giovanni Cucunato. Il ritorno subito in C1, grazie al secondo posto conquistato in campionato, ad un punto dalla capolista, con il solo rammarico di aver perso la finale di coppa. Il TORRINO C5, torna in serie C1 ed è pronto alla stagione 2019-20 ad essere ancora protagonista.

## Cronistoria
| Cronistoria del Torrino Sporting Club C5 |
| --- |
| - 1988 · Fondazione del Torrino Sporting Club C5. - 1988-89 · ? - 1989-90 · ? - 1990-91 · 3ª in Serie A. Semifinalista play-off scudetto. Vince la Coppa Italia (1º titolo). - 1991-92 · 4ª in Serie A. 1º turno play-off scudetto. Vince la Coppa Italia (2º titolo). - 1992-93 · 2ª in Serie A, Campione d'Italia (1º titolo). Vince la Coppa Italia (3º titolo). - 1993-94 · 1ª in Serie A, Campione d'Italia (2º titolo). Vince la Coppa Italia (4º titolo). - 1994-95 · 1ª in Serie A. Finalista play-off scudetto. Vince la Coppa Italia (5º titolo). - 1995-96 · 3ª in Serie A. Finalista play-off scudetto. Semifinalista di Coppa Italia. - 1996 · Cessione del titolo sportivo alla Lazio. - 1996-97 · Inattiva. - 1997 · Rifondazione del Torrino C5. - 1997-98 · ? nel girone ? di Serie D Lazio. - 1998 · Ritorna alla denominazione Torrino Sporting Club C5. - 1998-99 · 1ª nel girone ? di Serie D Lazio. Promossa in Serie C. Vince lo spareggio promozione. Vince la Coppa Lazio di Serie D (1º titolo). - 1999-00 · ? nel girone G di Serie C Lazio. - 2000-01 · 1ª nel girone ? di Serie C. Promossa in Serie B. Vince lo spareggio promozione. - 2001-02 · 1ª nel girone E di Serie B. Promossa in Serie A2. Ottavi di finale di Coppa Italia di Serie B. - 2002-03 · 12ª nel girone B di Serie A2. Retrocessa in Serie B, viene ripescata. Sconfitta ai play-out. - 2003-04 · 10ª nel girone B di Serie A2. 1ª fase di Coppa Italia di Serie A2. - 2004-05 · 5ª nel girone B di Serie A2. Semifinalista play-off promozione. Quarti di finale di Coppa Italia di Serie A2. - 2005-06 · 2ª nel girone B di Serie A2. Sconfitta nello spareggio promozione-salvezza. Quarti di finale di Coppa Italia di Serie A2. - 2006-07 · 9ª nel girone B di Serie A2. - 2007-08 · 10ª nel girone B di Serie A2. Quarti di finale di Coppa Italia di Serie A2. - 2008-09 · 3ª nel girone B di Serie A2. Sconfitta nello spareggio promozione-salvezza. Vince la Coppa Italia di Serie A2 (1º titolo). - 2009 · Fusione con la Lazio Colleferro e nascita della T.S.C. Lazio. - 2009-12 · Inattiva. - 2012 · Acquisizione del titolo del Castel Fontana e rifondazione del Torrino Sporting Club C5. - 2012-13 · 9ª nel girone E di Serie B. - 2013 · Fusione con la Brillante Roma fondazione della Roma Torrino Futsal. - 2013-18 · Inattiva. - 2018 · Rifondazione come EUR Torrino Futsal. - 2018-19 · 2ª nel girone E di Serie D Lazio. Finalista di Coppa Lazio di Serie D. - 2019 · Fusione con la Virtus Ostia Village e nascita del Torrino C5 Village. |

## Palmarès

### Competizioni nazionali
- Campionato italiano: 2

1992-93, 1993-94
- Coppa Italia: 5 (record)

1990-91, 1991-92, 1992-93, 1993-94, 1994-95
- Coppa Italia di Serie A2: 1

2008-09
- Campionato di Serie B : 1

2001-02

### Competizioni giovanili
- Campionati italiani Juniores: 1

1992-93